# Jitters
Jitters is het twaalfde muziekalbum van de Britse muziekgroep Parallel or 90 Degrees, verder Po90 te noemen. Po90 kwam na het ontstaan van The Tangent stil te liggen. The Tangent was eerst een probeersel maar bleek wat succesvoller dan het in de marge opererende Po90. Bandleider van zowel Po90 als The Tangent Andy Tillison kreeg echter eind 2008 de kriebels (Jitters) voor een nieuw Po90-album, aangezien hij niet al zijn muziek in The Tangent kwijt kon. Het is voor Po90 vrij stevige rockmuziek.
Jitters werd opgenomen in de eigen studio van Tillison en in de Fog-studio in Warrington in Cheshire gedurende de maanden januari tot augustus 2009. Het werd eind 2009 uitgebracht, tegelijk met het nieuwe album van The Tangent Down and out in Paris and London.  

## Musici
- Andy Tillison – toetsinstrumenten, gitaar, zang
- Matt Clark – basgitaar
- Alex King – slagwerk
- Dan Watts – gitaar, toetsinstrumenten

## Tracklist
Alle composities van Tillison, behalve waar aangegeven.

| Nr. | Titel                                | Duur |
| --- | ------------------------------------ | ---- |
| 1.  | Interlude                            | 2:48 |
| 2.  | Standalone                           | 5:48 |
| 3.  | Threesome (muziek: Watts)            | 4:33 |
| 4.  | Entry level                          | 5:23 |
| 5.  | Backup                               | 5:27 |
| 6.  | Jitters                              | 6;24 |
| 7.  | The dock of the abyss                | 6:05 |
| 8.  | On the death of Jade (muziek: Watts) | 7:06 |